# Certificat d'aptitude professionnelle d'agent polyvalent de restauration
 (décembre 2013).
Si vous disposez d'ouvrages ou d'articles de référence ou si vous connaissez des sites web de qualité traitant du thème abordé ici, merci de compléter l'article en donnant les références utiles à sa vérifiabilité et en les liant à la section « Notes et références ».
Pour les articles homonymes, voir APR.
Le certificat d'aptitude professionnelle d'agent polyvalent de restauration (APR), est un diplôme national français dans le domaine de la restauration collective.
Pour accéder au CAP APR, les élèves doivent avoir accompli une scolarité jusqu'à la classe de 3e. Le certificat s'obtient en deux ans de formation. Il est possible également de le préparer en 2 ANS (formation pour adulte sous conditions). 

## Objectifs de la formation
La formation doit permettre aux apprenants de connaitre et appliquer les points suivants :
- Respecter les règles d'hygiène ;
- Accueillir la clientèle ;
- Élaborer des préparations culinaires simples ;
- Servir les clients ;
- Distribuer ou vendre des plats ;
- Entretenir les locaux (cuisine, vestiaire, salle de restauration, légumerie, chambre froide, réserve de  matériel…)[4].

## Débouchés
L'obtention du diplôme permet au titulaire de travailler dans la restauration collective (cuisines scolaires, maisons de retraite, hôpitaux...), la restauration rapide (cafétéria, à emporter), la restauration embarquée (avions, trains...) et la restauration d'entreprise.

## Poursuite d'études
Le titulaire d'un CAP APR a la possibilité de poursuivre ses études en Bac pro cuisine, Bac pro Hygiène et Environnement ou commercialisation et services en restauration. Il est aussi possible, en mention complémentaire, de poursuivre une formation en tant qu'employé barman, garçon de café ou encore employé traiteur etc.